# Гегельянство
Гегелья́нство (нем. Hegelschule: Гегельянская школа) — философское направление, опирающееся на наследие Гегеля. Зародилось в Германии в 30-х гг. XIX века и сразу разделилось на две партии, которые по аналогии с парламентскими фракциями периода Великой Французской революции были обозначены Давидом Штраусом как левое и правое гегельянство.

## Правое гегельянство
Правые гегельянцы или, как их ещё называли, старогегельянцы (Габлер, Гинрихс, Гёшель, Дауб, а также Кейзерлинг) занимали консервативные позиции. Они прочитывали Гегеля через призму лютеранской ортодоксии и усматривали в его учении прежде всего абсолютный идеализм. Бог (Абсолютный дух) провиденциально и последовательно раскрывает себя в истории, а государственный порядок (немецкий, прежде всего) является подлинным выражением высшей справедливости. Успех и распространение гегельянства в Германии Поппер объясняет поддержкой со стороны Прусского государства, чиновники которого контролировали немецкие университеты. Впоследствии гегелевские идеи истории как борьбы наций (конкуренции национальных духов) и восприятие войны как диалектического момента истории будет воспринято немецким национал-социализмом.
Правым гегельянцам противостояли левые, или, как их ещё называли, младогегельянцы.

## Левое гегельянство
Левые гегельянцы за основу брали диалектический метод Гегеля. Бога они мыслили пантеистически и нередко уклонялись в откровенный материализм (Карл Маркс, Людвиг Фейербах), поскольку только в природе Бог обретает конкретность, а в человеке — самосознание. Отсюда антитезис применялся в том числе к государству и религии, которые воспринимались как исторические формы саморазвития человеческого духа. Левые гегельянцы были решительными радикалами в политике и вольнодумцами в религии (Бруно Бауэр, Давид Штраус), которые хотя и не отрицали личности Иисуса Христа, но отвергали все чудеса, как противоречащие законам природы. Для литературного и теоретического оформления левых гегельянцев значительную роль сыграл Галлеский ежегодник по вопросам немецкой науки и искусства, издававшийся А. Руге и Т. Эхтермейером в 1838—1841 гг., а также редактируемый тем же А. Руге Немецкий ежегодник по вопросам науки и искусства (1841—1843). В конце 1841 г. берлинскими младогегельянцами основывается атеистический клуб «Свободных», куда входили, в частности, Буль, Мейен, Фаухер, с 1842 г. — братья Бруно и Эдгар Бауэры.

## Русское гегельянство
Сосредоточением гегельянства в России стал кружок Станкевича, однако интерес к учению Гегеля носил поверхностный характер западнической моды на «европейскую философию» (прежде всего Шеллинга, но также Канта и Фихте). Первым в 1837 году познакомил кружок Станкевича с учением Гегеля Бакунин, который воспринял его как обоснование практики бунта (антитезис мирового развития). «Радость разрушения есть творческая радость», напишет он в 1842 году в немецком левогегельянском журнале. У Бакунина гегелианство воспринимается всецело, как учение об историческом бытии, о диалектике абсолютного духа в его историческом самопроявлении.
Ревностным гегельянцем на первых порах стал Белинский, хотя немецкого он не знал, а работы Гегеля в то время ещё не были переведены на русский язык. Белинский популяризовал тезис Гегеля о том, что «всё действительное разумно». Имя Гегеля передавалось как «Егор Фёдорович» и осуществлялось шутовское поклонение его «философскому колпаку». Сам Станкевич так и не стал гегельянцем. Однако вскоре интерес к гегельянству в России угас из-за неприятия диктата всеобщего (нем. Allgemeinheit), который принижал фактор личности в истории.
Первое время сочинения Гегеля были знакомы публике в пересказах. Первая статья о его философии была опубликована П. Г. Редкиным в журнале «Москвитянин» за 1841 год («Обозрение гегелевой логики»). Первой из гегелевских сочинений была переведена работа по эстетике «Курс эстетики и наука изящного» (Модестов, 1860). Феноменологию духа впервые на русский язык перевёл Радлов (1913), а Науку логики — Дебольский (1916).
В России главнейшими представителями Гегеля были Редкин и Чичерин. На «Началах цельного знания» Вл. Соловьёва также обнаруживается влияние Гегеля.
Второе дыхание гегельянство в России обрело уже в начале XX века. Самостоятельное развитие гегельянских начал мы находим в философских сочинениях Б. Н. Чичерина. Известным русским гегельянцем был И. А. Ильин, написавший «Философию Гегеля как учение о конкретности Бога и человека» (1918).
В рамках советского марксизма гегельянское направление развивали Деборин и Ильенков.

## Неогегельянство
Неогегельянство — направление философии, в котором отчасти возродился дух гегелевской философии в конце XIX и начале XX вв. В Германии философия Гегеля отразилась на системах Э. Гартмана, Когена, Наторпа и Риккерта. В Англии на Гегеля обратил внимание Смирлинг («The secret of Hegel», 1865). Под влиянием Гегеля писали Ф. Грин, Эд. Кэрд, Ф. Бредли, Б. Бозанкет. Философия Гегеля нашла поклонников и в Америке, в лице В. Гарриса и отчасти И. Рейса. В Италии философия Гегеля нашла последователей благодаря сочинениям Фиорентино, Мариано, Джентиле и Кроче («Ciò che e vivo e ciò che è morto della filosofia di Hegel», Бари, 1907).